# Giornata della verità e della riconciliazione
La Giornata della verità e della riconciliazione (in inglese National Day for Truth and Reconciliation; in francese Journée nationale de la verité et de la réconciliation), conosciuta anche come Giornata della maglietta arancione (in inglese Orange Shirt Day; in francese Jour du chandail orange), è una festività canadese che si celebra il 30 settembre di ogni anno.

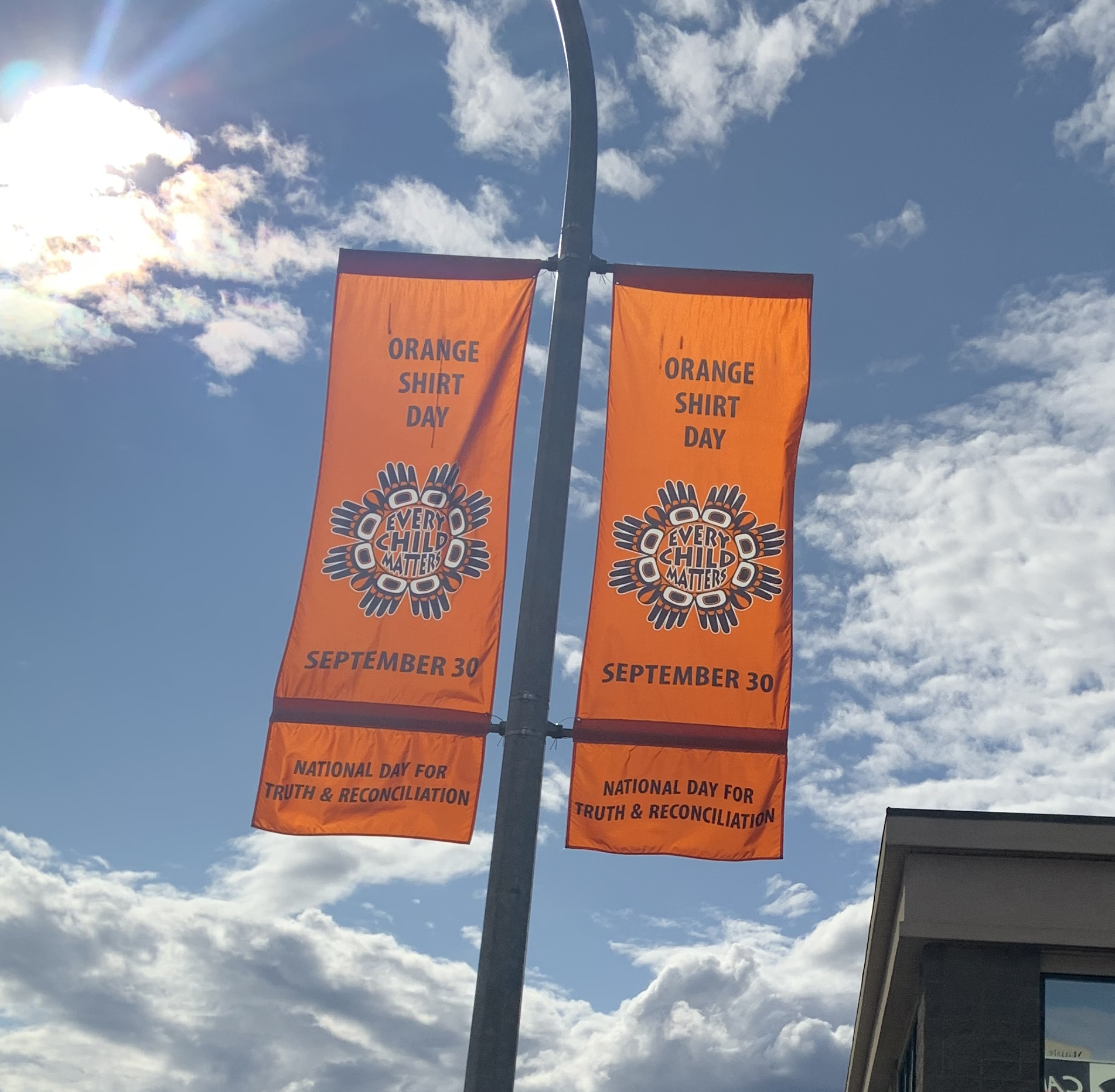
Striscione che pubblicizza l'Orange Shirt Day in una città canadese

Lo scopo di questa festività, creata nel 2013, è quello di consapevolizzare ed educare i cittadini riguardo al sistema delle scuole residenziali canadesi, il loro impatto sui popoli indigeni e le azioni commesse dal sistema per oltre un secolo. Le azioni compiute dal sistema delle scuole residenziali (in particolare della Saint Joseph's Mission vicino a Williams Lake) sono infatti spesso descritte come un caso di genocidio culturale.
La giornata viene gestita dai popoli indigeni, dalle amministrazioni locali e dalle scuole e rende omaggio ai bambini che non sono riusciti a sopravvivere ai traumi, alle umiliazioni e alle violenze (sia verbali che fisiche) del sistema, nonché ai sopravvissuti e alle loro famiglie. L'uso di una maglietta arancione come simbolo della festività è stato ispirato dalle testimonianze di Phyllis Jack Webstad.
Nel 2021 la Giornata della verità e della riconciliazione è stata dichiarata festività nazionale canadese (general holiday / jour férié).

## Ruolo della Commissione per la verità e la riconciliazione
Tra il 1867 e il 1996, in Canada, sono state attive all'incirca 140 scuole residenziali gestite a livello federale.

Logo della Commissione per la verità e la riconciliazione

A seguito della richiesta dei rappresentanti dei popoli indigeni, il governo del Canada ha stabilito una commissione per riconoscere l'impatto che il sistema ha avuto nel corso del tempo e quale riparazione fornire per i danni da esso causati. La Commissione per la verità e la riconciliazione (TRC) ha operato dal 2008 al 2015 e ha dato a coloro che sono stati colpiti, direttamente o indirettamente, dalla dottrina utilizzata dal sistema delle scuole residenziali l'opportunità di condividere le loro storie. Il rapporto finale della Commissione includeva 94 inviti all'azione; la Giornata nazionale per la verità e la riconciliazione è una risposta diretta all'invito numero 80, che chiedeva una giornata federale di commemorazione.

### Centro nazionale per la verità e la riconciliazione (NCTR)
Il Centro nazionale per la verità e la riconciliazione (NCTR) è stato creato in seguito al mandato della TRC, con sede nelle terre originarie dei popoli Anishinaabeg, Cree, Oji-Cree, Dakota e Dene e nella patria della nazione Métis. Il NCTR ha lo scopo di istruire i canadesi sulle ingiustizie inflitte alle Prime Nazioni, agli Inuit e alla nazione Métis, tra cui il trasferimento obbligatorio dei bambini nelle scuole residenziali e i diffusi abusi subiti all'interno di esse.
Il Centro nazionale per la verità e la riconciliazione conserva anche l'archivio permanente delle dichiarazioni, dei documenti e degli altri materiali raccolti dalla Commissione riguardanti le scuole residenziali.

## Scelta della maglietta e della data
La maglietta arancione è usata come simbolo della spersonalizzazione forzata dei bambini indigeni attuata dal sistema delle scuole residenziali, in seguito al caso di Phyllis Jack Webstad. Alla bambina fu infatti vietato di indossare la nuova maglietta arancione regalata dalla nonna per il suo primo giorno in una scuola residenziale, maglietta che, assieme agli altri suoi vestiti, le fu tolta e mai più restituita.

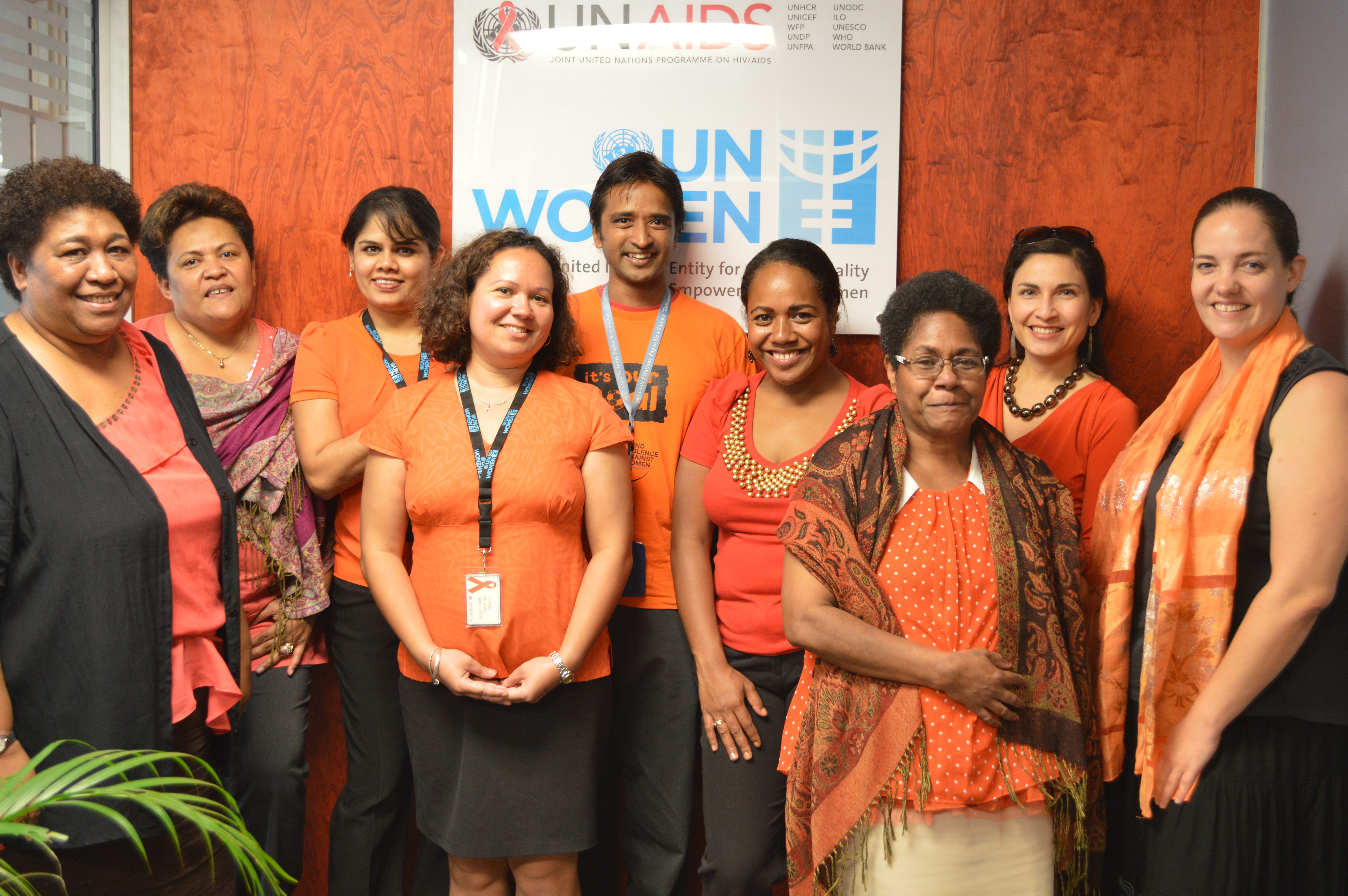
Foto di Indigeni canadesi nel 2013

Questo progetto è stato ideato dal capo della prima nazione Esk'etemc ("Lago Salato") Fred Robbins, un ex studente delle scuole residenziali. Per il progetto, Fred Robbins ha riunito gli ex studenti e le loro famiglie delle nazioni Secwepemc, Tsilhqot'in, Dakelh del sud e St'at'imc insieme al Distretto regionale di Cariboo, ai distretti scolastici e alle organizzazioni civiche della regione del Cariboo.
La data è stata fissata per il mese di settembre in ricordo del periodo in cui i bambini indigeni venivano sottratti alle famiglie per poi essere trasferiti. Inoltre la data permette di educare, fin da subito, gli studenti che iniziano l'anno scolastico ad impostare politiche antirazzismo e antibullismo.

## Legislazione
La Giornata nazionale per la verità e la riconciliazione è una festività federale canadese. Si applica, quindi, solo ai luoghi di lavoro regolamentati a livello federale (per esempio banche, compagnie aree, uffici postali).
La legge è stata approvata dal parlamento federale canadese e ha ricevuto l'approvazione della Regina d'Inghilterra il 3 giugno 2021. La richiesta è partita direttamente dalla Commissione per la verità e la riconciliazione, in collaborazione con le popolazioni indigene.
Nel 2022, la provincia della Columbia Britannica ha consultato i partner indigeni e tutte le sue comunità, compresi i sopravvissuti alle scuole residenziali, sul modo migliore di osservare il 30 settembre. Questi gruppi hanno comunicato che la creazione di una nuova festività provinciale era un modo adeguato per consentire ai cittadini di partecipare agli eventi del giorno, riconoscere pubblicamente la storia e i danni del sistema delle scuole residenziali e impegnarsi a comprendere come queste istituzioni continuino ad avere un impatto sulle comunità indigene.
Il 9 marzo 2023, la provincia della Columbia Britannica ha approvato una legge (The National Day for Truth and Reconciliation Act) che rende il 30 settembre un giorno festivo. Inoltre, è stato modificato l'Employment Standards Act. L'istituzione di una festività provinciale dà la possibilità ai lavoratori idonei della Columbia Britannica di celebrare il 30 settembre con un giorno di riposo retribuito, o ricevere una retribuzione maggiorata nel caso in cui debbano lavorare. Altre giurisdizioni che hanno designato il 30 settembre come festività legale sono l'Isola del Principe Edoardo, i Territori del Nord-Ovest, il Nunavut e lo Yukon.